# 376. strelska divizija (ZSSR)
376. strelska divizija (izvirno rusko 376. стрелковая дивизия; kratica 376. SD) je bila strelska divizija Rdeče armade v času druge svetovne vojne.

## Zgodovina
Divizija je bila ustanovljena avgusta 1941 v Novosibirsku.